# Задача здійсненності булевих формул
Зада́ча здійсне́нності бу́левих фо́рмул (SAT, від англ. satisfiability) — важлива для теорії обчислювальної складності алгоритмічна задача.
Об'єктом задачі SAT є булева формула, що складається тільки з назв змінних, дужок і операцій {\displaystyle \wedge } (І) {\displaystyle \vee } (АБО) і {\displaystyle \neg } (НІ).
Задача полягає в наступному: чи можна призначити усім змінним, що трапляються у формулі, значення хибність і істина так, щоб формула стала істинною.
Згідно з теоремою Кука, доведеною Стівеном Куком в 1971-му році, задача SAT для булевих формул, записаних в кон'юнктивній нормальній формі, є NP-повною. Вимога про запис у кон'юнктивній формі є важливою, оскільки, наприклад, для формул, представлених в диз'юнктивній нормальній формі, задача SAT тривіально вирішується за лінійний час від розміру запису формули.

## Точне формулювання
Щоб чітко сформулювати задачу розпізнавання, необхідно домовитися про алфавіт, за допомогою якого задаються екземпляри мови. Цей алфавіт має бути фіксованим і скінченним. У своїй книзі Гопкрофт, Мотвані і Ульман запропонували застосувати наступний алфавіт: {"{\displaystyle \wedge }", «{\displaystyle \vee }», «{\displaystyle \neg }», «{\displaystyle (}», «{\displaystyle )}», «{\displaystyle x}», «{\displaystyle 0}», «{\displaystyle 1}»}.
При застосуванні такого алфавіту дужки й оператори записуються природним чином, а змінні отримують такі назви: x1, x10, x11, x100 і т. д., згідно з їх номерами, записаними в двійковій системі числення.
Нехай деяка булева формула, записана в звичайній математичній нотації, має довжину {\displaystyle N} символів. У ній кожне входження кожної змінної описано хоча б одним символом, отже, всього в цій формулі не більше {\displaystyle N} змінних. Значить, у запропонованій вище нотації кожна змінна буде записана за допомогою {\displaystyle O\left(\log {N}\right)} символів. У такому разі, вся формула в новій нотації матиме довжину {\displaystyle O\left(N\log {N}\right)} символів, тобто довжина рядка зросте в поліноміальну кількість разів.
Наприклад, формула {\displaystyle a\wedge \neg (b\vee c)} набуде вигляду {\displaystyle x1\wedge \neg (x10\vee x11)}.

## Обчислювальна складність
У 1971-му році в статті Стівена Кука був уперше введений термін «NP-повна задача», і задача SAT була першою задачею, для якої доводилася ця властивість.
У доказі теореми Кука кожна задача з класу NP в явному виді зводиться до SAT. Після появи результатів, Кук довів NP-повноту для багатьох інших задач. При цьому найчастіше для доказу NP-повноти деякої задачі наводиться поліноміальне зведення задачі SAT до цієї задачі, можливо, в декілька кроків, тобто, з використанням кількох проміжних задач.

## Окремі випадки задачі SAT
Цікавими окремими випадками задачі SAT є:
- Задача здійсненності булевих формул у кон'юнктивній нормальній формі (SATCNF) — аналогічна задача, з накладеною на формулу умовою: вона має бути записана в кон'юнктивній нормальній формі.

- Задача здійсненності булевих формул у k-кон'юнктивній нормальній формі (k-SAT) — задача здійсненності за умови, що формула записана в k-кон'юнктивній нормальній формі. Ця задача є NP-повною при {\displaystyle k\geq 3}.

- Задача здійсненності булевих формул у 2-кон'юнктивній нормальній формі має поліноміальний розв'язок, тобто належить класу P.